# Great Massingham
Great Massingham – wieś w Anglii, w hrabstwie Norfolk, w dystrykcie King’s Lynn and West Norfolk. Leży 46 km na zachód od Norwich i 151 km na północ od Londynu.
W 2001 miejscowość liczyła 886 mieszkańców.